# 亨里克一世 (涅莫德林)
亨里克一世（波蘭語：Henryk I niemodliński，約1345年—1382年9月14日），涅莫德林公爵，長者波列斯瓦夫之子，1365年至1382年在位。
1365年長者波列斯瓦夫去世後，亨里克一世與其長兄波列斯瓦夫二世（卒於 1368 年）和文策勞斯（卒於 1369 年）共同統治涅莫德林；數年後兄長相繼離世，亨里克一世獲得對整個公國的完全統治權。約在1370年，亨里克一世與奧波爾公爵們達成協議，如果亨里克一世無子嗣去世，涅莫德林將由奧波爾公爵繼承。
1372年，亨里克一世與摩拉維亞藩侯約翰·海因里希的女兒卡薩琳娜結婚，兩人沒有子女。1382年，亨里克一世去世，葬於格沃古夫的聖巴托洛茂學院。